# Fałszywi przyjaciele tłumacza
Fałszywi przyjaciele tłumacza – wyrazy w dwóch (lub więcej niż dwóch) językach o identycznej/podobnej formie (pisowni, wymowie), lecz różnych znaczeniach. Do fałszywych przyjaciół tłumacza zaliczane są również inne jednostki języka, jak frazeologizmy o podobnej strukturze, ale innej formie i znaczeniach. Takie różnice mogą powodować błędne użycie czy zrozumienie wypowiedzi w obcym języku.
Terminem po raz pierwszy posłużyli się w 1928 roku francuscy autorzy Maxime Koessler i Jules Derocquigny, określając mianem fałszywych przyjaciół pozorne ekwiwalenty w relacji francusko-angielskiej.

## Wąskie ujęcie „fałszywych przyjaciół tłumacza”
Jako fałszywych przyjaciół traktuje się w tym ujęciu wyrazy o podobnej formie, lecz różnych znaczeniach w dwóch (lub więcej niż dwóch) językach. Bywają one nazywane tautonimami (stgr. ταὐτός „ten sam”, ὄνυμα „imię”). Przykłady: polski leksem komunikacja ma inne (szersze) znaczenie niż niemiecki Kommunikation (brak znaczenia „transport, przewożenie ludzi i towarów”), a angielski novel znaczy „powieść”, a więc ma nieco inne znaczenie niż polski wyraz nowela. Takie różnice mogą być dla polskiego o użytkownika źródłem  błędnego tłumaczenia polskich leksemów na język niemiecki jako *Kommunikation czy angielski *novel.
Utożsamianie tautonimów i fałszywych przyjaciół tłumacza występuje m.in. u następujących językoznawców i leksykografów: Szałek/Nečas, Tokarz, Kątny, Kuczyński, Rudolf, Kornatowski.

## Szerokie ujęcie „fałszywych przyjaciół tłumacza”
Takie stanowisko spotykane jest często w publikacjach autorów zagranicznych. Helmut Kühnel we wstępie do swojego słownika niemiecko-francuskiego wyróżnia sześć podklas w obrębie „faux amis”:
1. wyrazy dwóch języków o podobnej formie, lecz różnych znaczeniach (tautonimy w dzisiejszym rozumieniu),
2. pary wyrazów wykazujące różnice słowotwórcze i fonetyczne, np. niem. katastrophal – franc. catastrophique, niem. Anonymität – franc. anonimat,
3. fikcyjne faux amis: wyrazy niemieckie, które „wyglądają” na francuskie (np. Blamage), ale nie mają formalnych odpowiedników w języku francuskim,
4. pary wyrazowe (czasowniki) o różnej rekcji: niem. abonnieren – franc. s`abonner à,
5. pary wyrazowe z różnicami ortograficznymi: niem. Rhytmus – franc. rythme, niem. Aggression – franc. agression,
6. pary wyrazowe z różnicami gramatycznymi, rzeczowniki o różnym rodzaju gramatycznym: niem. die Vase – franc. le vase.

Gero Lietz we wstępie do słownika norwesko-niemieckiego obok „semantycznych fałszywych przyjaciół” (czyli tautonimów) mówi o zaskakujących różnicach słowotwórczych (norw. parkere – niem. parken), ortograficznych (niem. numerieren – norw. nummerere), o fikcyjnych faux amis (norw. anmelder „recenzent” – nie ma odpowiednika formalnego w języku niemieckim).
Annette Kroschewski pisze o ortograficznych, fonologicznych, pragmatycznych, frazeologicznych fałszywych przyjaciołach.
Ryszard Lipczuk, Paweł Mecner i Werner Westphal wymieniają dwie koncepcje:
1. (ujęcie wąskie) „fałszywi przyjaciele” (faux amis) jako tautonimy,
2. (ujęcie szerokie) obok tautonimów zalicza się do nich też inne zjawiska językowe, np. międzyjęzykowe różnice ortograficzne (pol. agresja – niem. Aggression, fonetyczne (niem. Yacht [jaxt] – włoskie yacht [jot]), słowotwórcze: niem. absurd – pol. absurdalny (różnice w obrębie sufiksów), pary wyrazów o różnej formie (pisowni/wymowie), analogicznej strukturze słowotwórczej i różnych znaczeniach (np. niem. überhören „słyszeć, ale nie reagować na to” – ang. to overhear „przypadkowo coś usłyszeć”), frazeologizmy o różnej pisowni/wymowie, analogicznej strukturze i różnych znaczeniach: np. stracić głowę („nie wiedzieć, co robić w danej chwili”; „ulec urokowi innej osoby”) – niem. den Kopf verlieren (tylko znaczenie „nie wiedzieć, co robić w danej chwili”). Na płaszczyźnie pragmatycznej należy umieścić różnicę pomiędzy polskim Cześć! (używanym na powitanie i pożegnanie) a niemieckim Tschüß! (tylko na pożegnanie)[15].

Do fałszywych przyjaciół tłumacza zaliczane są często frazeologizmy, w tym idiomy – a więc związki wyrazowe dwóch (lub więcej) języków o różnej formie (pisowni i wymowie), analogicznej strukturze i różnych znaczeniach. Szerokiego ujęcia „fałszywych przyjaciół” używa także Katarzyna Siewert.
Reasumując: termin „fałszywi przyjaciele tłumacza” jest często używany zamiennie z terminem „tautonimy”. Dla różnych języków powstało wiele słowników, które przedstawiają tautonimy w parach językowych. Ale równie często – szczególnie w badaniach językoznawczych – pod pojęciem „fałszywi przyjaciele tłumacza” rozumie się też inne jednostki językowe wykazujące międzyjęzykowe różnice, które mogą być źródłem zakłóceń w komunikacji językowej i w praktyce tłumaczeniowej.

## Problemy terminologiczne
Nazwa „fałszywi przyjaciele tłumacza” jest kalką francuskiego faux amis du traducteur. Spotyka się też w języku polskim (podobnie jak w innych językach) wyrażenie „faux amis”. Analogiczne nazwy występują w innych językach, por. (niemieckie) falsche Freunde des Übersetzers, (angielskie) false friends of a translator, (hiszpańskie) falsos amigos del traductor, (bułgarskie) lzlivi prijateli na prevodača. Sam termin wywołuje kontrowersje przez swoją nieprecyzyjność i metaforyczność, stąd też pojawiają się w języku polskim propozycje innych terminów, m.in.: homonimy międzyjęzykowe, paronimia międzyjęzykowa, pułapki leksykalne, złudne odpowiedniki, zdradliwe wyrazy, zwodnicze ekwiwalenty leksykalne, aproksymaty. Niemniej i one są mało precyzyjne, nie zawsze adekwatne i nie weszły jak dotąd do powszechnego użycia w badaniach językoznawczych oraz w praktyce leksykograficznej.  W dalszym ciągu w użyciu są więc nazwy: „fałszywi przyjaciele tłumacza”, „tautonimy”, (rzadziej) „faux amis” (wym. [fozami]).